# Rouille (saus)

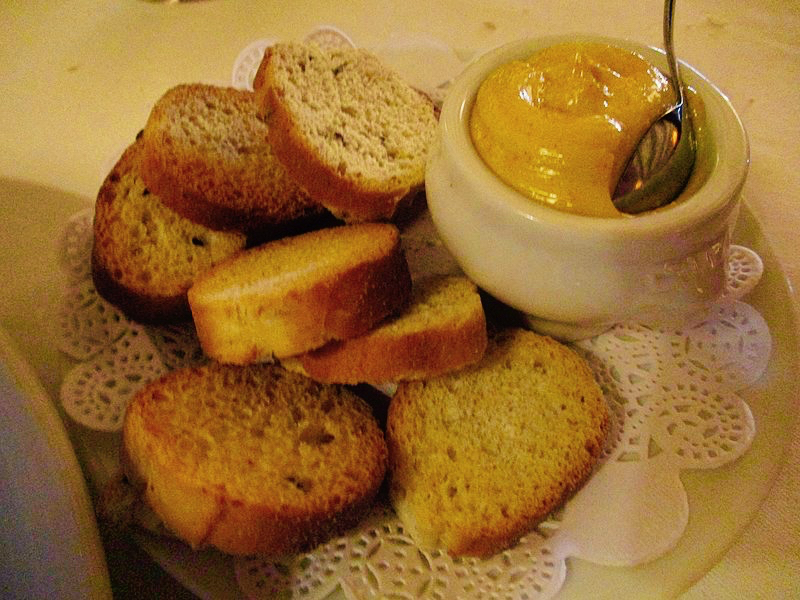
Rouille met getoast brood.

Rouille (uitgesproken als “roeje”)  is een saus uit de Provençaalse keuken.
Het Franse woord “rouille” – dat ook roest betekent – duidt op de kleur van de saus. Deze is roodbruin gekleurd door de rode chilipeper en saffraan die erin verwerkt worden.
De pepertjes worden samen met knoflook en een fijngeprakte aardappel of broodkruim in een vijzel fijngewreven. Daarna wordt dit mengsel aangelengd met olijfolie en bouillon. Ook wordt er wel citroensap of vislever aan toegevoegd.
De rouille wordt dikwijls opgediend bij bouillabaisse, gekookte vis of inktvis. Met croutons of op een licht getoast sneetje wit brood dat is ingewreven met knoflook.
Er is ook kant-en-klare rouille in de handel verkrijgbaar. Dat zijn mayonaise-achtige versies, waaraan cayennepeper(poeder) is toegevoegd. De kleur wordt soms bijgekleurd met tomatenpuree.

## Bron
- Larousse Gastronomique. Editie 2000 Kosmos-Z&K ISBN 90 215 3599 8